# Baraqueville

Baraqueville este o comună în departamentul Aveyron din sudul Franței. În 1 ianuarie 2022 avea o populație de 3.168 de locuitori.